# Bernstorffsvej Station
Bernstorffsvej Station er en station på Nordbanen. Stationen åbnedes i 1936.

## Beskrivelse
Stationens placering for enden af den nordvestlige udfletning af sporene fra Hellerup Station har givet anledning til en udførsel, der er enestående på S-banen. Hvor perronen ved stationsbygningen ved Bernstorffsvej starter som en normal midterperron splitter den umiddelbart sydøst for bygningen op i to sideliggende perroner. Og hvor sporene ved stationsbygningen ligger cirka 10 meter fra hinanden, ligger de i sydøstenden med cirka 70 meters afstand. Denne indretning er nødvendig for at sikre en niveaufri ind- og udfletning af sporene for hhv. Nordbanen og Klampenborgbanen ved Hellerup Station. Sidstnævnte banes sydgående spor krydser således under Nordbanens nordgående spor kun cirka 60 meter sydøst for den nordlige del af den opsplittede perron.
Perronen er forsynet med en lukket overdækket ventesal af træ. Adgang til perronen sker via en trappe.
I trekanten der er opstået mellem de tre spor er der blevet plads til et antal kolonihaver, heraf flere med Bernstorffsvej Stations perron(er) som umiddelbar nabo.

## Galleri
- Perronen bliver splittet op i to.
- Perron i nordgående retning.
- Perron i sydgående retning.
- Stationsbygning med ventesal.
- Indgang fra nord.
- S-tog på broen over Bernstorffsvej.

## Antal rejsende
Ifølge Østtællingen var udviklingen i antallet af dagligt afrejsende med S-tog:
| År   | Antal | År   | Antal | År   | Antal | År   | Antal |
| ---- | ----- | ---- | ----- | ---- | ----- | ---- | ----- |
| 1957 | -     | 1974 | 1.386 | 1991 | 1.523 | 2001 | 1.238 |
| 1960 | -     | 1975 | 1.291 | 1992 | 1.679 | 2002 | 1.249 |
| 1962 | -     | 1977 | 1.275 | 1993 | 1.426 | 2003 | 1.266 |
| 1964 | -     | 1979 | 1.466 | 1995 | 1.397 | 2004 | 1.418 |
| 1966 | -     | 1981 | 1.540 | 1996 | 1.271 | 2005 | 1.256 |
| 1968 | 1.677 | 1984 | 1.448 | 1997 | 1.331 | 2006 | 1.244 |
| 1970 | 1.649 | 1987 | 1.261 | 1998 | 1.298 | 2007 | 1.233 |
| 1972 | 1.708 | 1990 | 1.483 | 2000 | 1.254 | 2008 | 1.430 |